# 库尔修斯环形山
库尔修斯环形山（Curtius）是月球正面南部高地上的一座大撞击坑，约形成于39.2-38.5亿年前的酒海纪，其名称取自十七世纪德国天文学家阿尔贝特·库尔茨（Albert Curtz，1600年-1671年），1935年被国际天文学联合会批准接受。

## 描述

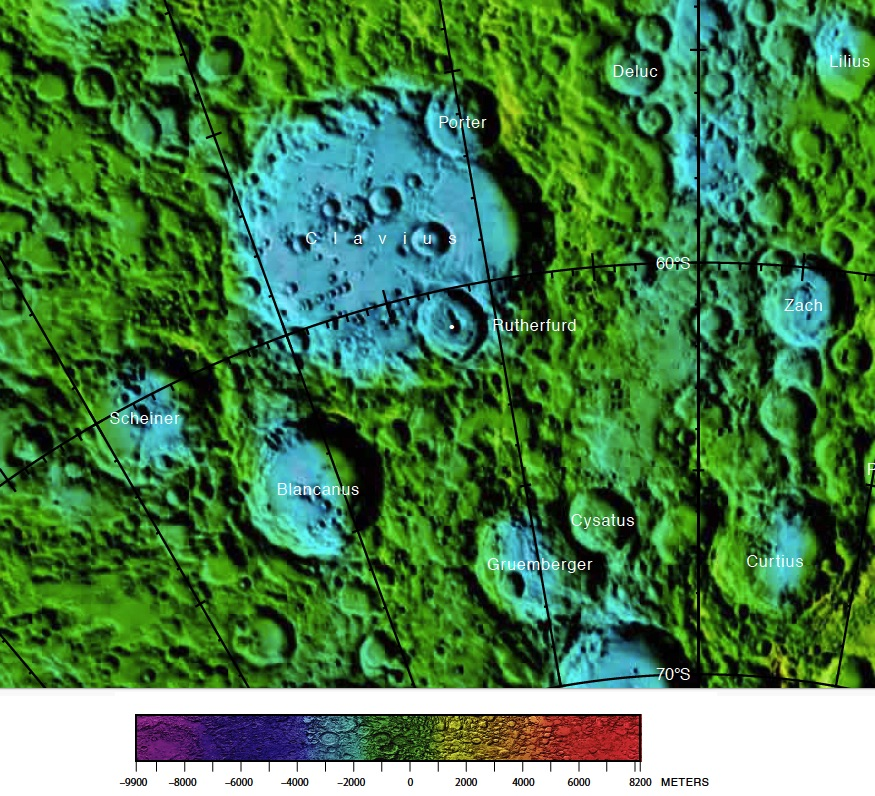
库尔修斯环形山周边，月球正面区域图。

该陨坑西侧毗邻格林伯格环形山和齐萨杜斯陨石坑、东北侧与彭特兰环形山相接壤、辛普路斯环形山位于它的东南偏南，西南则坐落了更大的莫雷环形山。
该陨坑中心月面坐标为67°05′S 4°24′E / 67.08°S 4.40°E，直径99.29公里，表面深度2.855公里。

库尔修斯环形山外观呈多边形状，外侧壁因长期的撞击侵蚀而变得疏松，但其原始结构仍未改变。沿东侧壁上附靠了小卫星坑库尔修斯 E，南侧坑壁横跨了碗状的小陨坑库尔修斯 A，而北侧和西北侧壁则明显向外突出。其中西北侧坑壁较坑底最大落差达到4170米，是月球正面最高的陨坑壁之一，只有牛顿环形山和卡萨屠斯环形山的坑壁高度超过了它。陨坑内侧壁显示有阶地状结构的残迹，北侧内壁较其它各处在坑底延伸更远，也使该侧坑底略显不平。库尔修斯环形坑内容积约为9759.53立方千米，坑底表面相对平坦，除散布有一些细小的陨坑外，没有大的撞击结构，中心点偏西坐落着一座低矮、丘状的中央峰。

## 卫星陨石坑
按惯例，最靠近库尔修斯环形山的卫星坑将在月图上以字母标注在该坑的中心点旁。
| 库尔修斯 | 纬度     | 经度    | 直径      |
| -------- | -------- | ------- | --------- |
| A        | 68.50° S | 2.52° E | 11.73公里 |
| B        | 63.76° S | 4.63° E | 40.26公里 |
| C        | 69.36° S | 4.38° E | 9.94公里  |
| D        | 64.70° S | 8.35° E | 57.19公里 |
| E        | 67.23° S | 7.98° E | 16.95公里 |
| F        | 66.86° S | 2.65° E | 5.54公里  |
| G        | 66.00° S | 2.92° E | 5.44公里  |
| H        | 69.35° S | 7.99° E | 9.73公里  |
| K        | 69.15° S | 9.68° E | 6.58公里  |
| L        | 68.35° S | 9.47° E | 7.70公里  |
| M        | 65.58° S | 8.43° E | 5.12公里  |

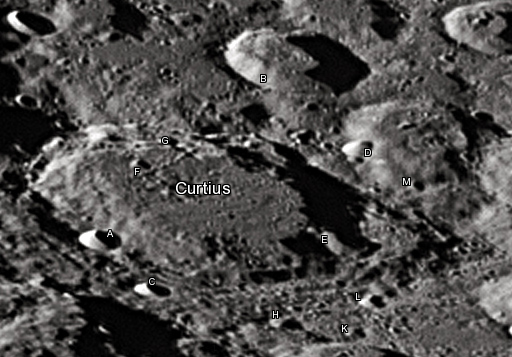
周边卫星坑图

- 卫星坑库尔修斯 B约形成于39.2-38.5亿年前的酒海纪[1]。
- 卫星坑库尔修斯 D约形成于45.5-39.2亿年前的前酒海纪[1]。

## 另请参阅
- Wood, Chuck. . Lunar Photo of the Day. 2006-12-29  [2007-01-02]. （原始内容存档于2007-09-29）.